# شهرستان ووبز
شهرستان ووبز (به لهستانی: Powiat Łobez) یک شهرستان در لهستان است که در استان پومرانی غربی واقع شده‌است. شهرستان ووبز ۱٬۰۶۵٫۱۳ کیلومتر مربع مساحت و ۳۷٬۹۳۱ نفر جمعیت دارد.